# Bohanes
Los bohanes, bojanes, mbohanes o mohanes fueron indígenas originarios de América del Sur que para algunos estudiosos pertenecerían al núcleo racial de los yaros, pero para otros habrían sido una parcialidad de los charrúas. Tanto los bohanes como los yaros se fusionaron con los charrúas, quienes los vencieron y dominaron en su avance hacia el norte después de la fundación de Montevideo, luego todos ellos fueron exterminados, siendo hoy controvertida su filiación, que para algunos era de origen káingang del tipo racial láguido y de la familia lingüística ge.
Los bohanes dominaban la costa izquierda del río Uruguay desde el río Negro al río Cuareim, especialmente en la zona del actual embalse de Salto Grande en la República Oriental del Uruguay. Algunos grupos pasaron a la provincia de Entre Ríos en la República Argentina, de donde se supone que eran originarios.
Antes de la llegada de los charrúas utilizaron como armas: la honda, la lanza, el dardo y el rompecabezas. Después de su fusión con los charrúas utilizaron el arco, la flecha y las boleadoras.
El maestre de campo Francisco García Piedrabuena al frente de 1500 indígenas de las misiones guaraníes provenientes de la reducción de Yapeyú dirigió en 1715 una expedición punitiva contra charrúas, bohanes y yaros, llegando hasta el arroyo Ñancay. Esta expedición fue documentada por el propio García Piedrabuena y por el capellán Policarpo Dufó, quien expresó en su informe a su superior del 9 de febrero de 1716:

... y que mas allá, como cuatro leguas habia otros veinticinco toldos, en un parage llamado Calá, donde él tenía el pastoreo de sus vacas, y que todos eran de la parcialidad de los Mohanes y Yaros.